# Mizrah

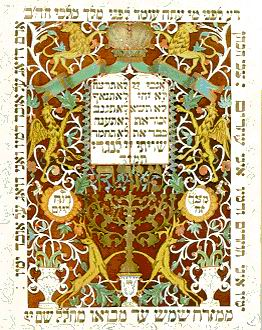
coupure indiquant le mizra’h. Europe de l'Est, XIXe siècle

Le mizra’h (hébreu : כותל המזרח kotel hamizra’h, « mur oriental ») est, dans la plupart des lieux de culte juifs, le mur auquel font face les orants lors de leur prière afin de se tourner vers Jérusalem.
Les sièges pour le rabbin et autres dignitaires y sont habituellement situés. On peut également trouver des plaques ornementales dans les foyers juifs dont le but est d’indiquer cette direction.

## Selon la loi juive

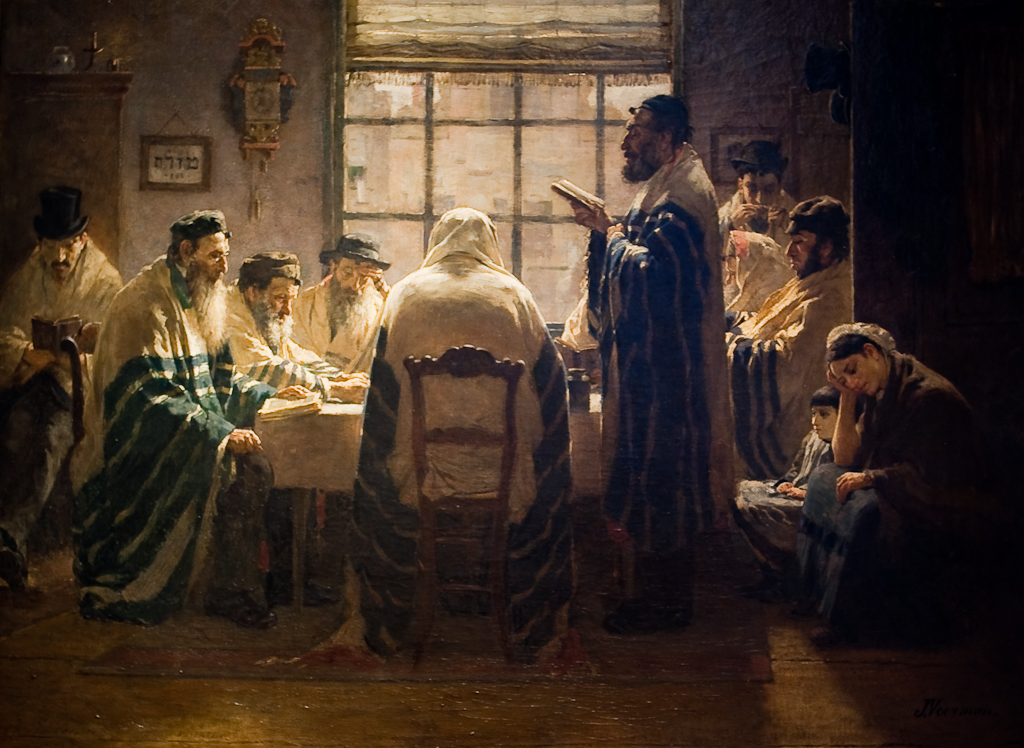
Maison juive en deuil et ses membres en prière, par J. Voerman, v. 1884

Le Talmud enseigne dans une baraïta que lorsqu'on prie depuis la Diaspora, il faut se diriger vers la terre d'Israël ; en Israël, vers Jérusalem ; à Jérusalem, vers le Temple ; et dans le Temple, vers le Saint des Saints. La même règle se trouvait déjà dans la Mishna, mais elle n'était prescrite qu'à un fidèle "isolé" et non à une congrégation se réunissant dans une synagogue pour prier. Donc, si l'on se trouve à l'est du Temple, il faut se tourner vers l'ouest, à l'ouest, il faut se tourner vers l'est, au sud, vers le nord, au nord, vers le sud.
 Cette règle s'appuie sur les passages de la Bible (1 Rois 8:34, 44, 48; 2 Chroniques 6:34) décrivant la prière du roi Salomon. Un autre passage pouvant être interprété en faveur de cette règle se trouve dans le Livre de Daniel, selon lequel dans la plus haute chambre du lieu de résidence de Daniel, lorsqu'il priait trois fois par jour, il le faisait depuis des fenêtres tournées vers Jérusalem (Dan. 6:11).
La Tossefta demande que l'entrée de la synagogue se trouve du côté oriental de l'édifice et que la congrégation fasse face vers l'Ouest. Ceci est probablement basé sur l'orientation de la Tente d'assignation, dont les portes se trouvaient du côté oriental (Nomb. 2:2–3; 3:38), ou sur celle du Temple de Salomon, dont les portaux étaient également à l'Est (Ezéch. 43:1–4). Moïse Maïmonide tente de réconcilier la position de la Toessfta avec les ordonnances du Talmud en écrivant que les portes de la synagogue fassent face vers l'Est, tandis que l'Arche serait placée « dans la direction dans laquelle les gens prient dans la ville », c'est-à-dire vers Jérusalem. Le Choulhan Aroukh note la même règle, mais recommande aussi de se tourner vers le Sud-est et non l'est pour ne pas donner l'impression d'honorer le soleil.
Si une personne n'est pas capable de déterminer avec certitude les points cardinaux, il doit diriger son cœur vers Jérusalem.

## Lemizra'hdans l’architecture synagogale

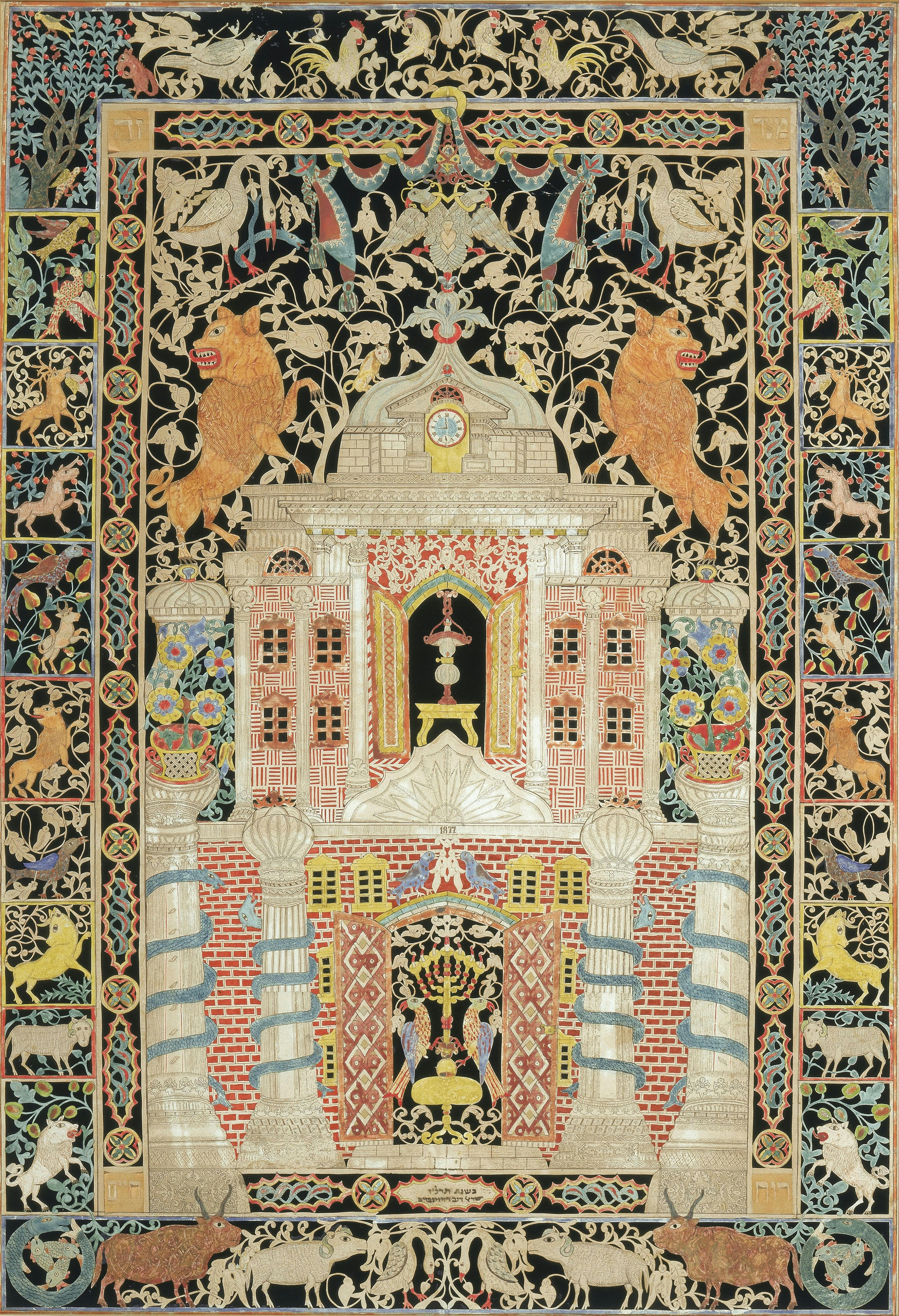
Mizrah par Israel Dov Rosenbaum Podkamen, Ukraine, 1877

L'excavation des anciennes synagogues montre qu'elles avaient été conçues pour se conformer à la règle talmudique de la direction de la prière. Les synagogues excavées à l'ouest de la terre d'Israël à Milet, Priène, ou Égine sont toutes orientées à l'est. Flavius Josèphe, dans son Contre Apion, note que c'était également les cas des synagogues d'Égypte. Les synagogues au nord de Jérusalem et à l'ouest du Jourdain, comme Beït-Alfa, Capharnaüm, Hammath, et Khorazin, font toute face au sud, tandis que les lieux de culte à l'est du Jourdain font face vers l'ouest. Dans le sud, la synagogue excavée à Massada s'oriente vers le Nord-Est, c’est-à-dire vers Jérusalem. Toutefois, l'ajout de la Tosefta, selon lequel l'entrée de la synagogue devrait être du côté Est tandis que le lieu devrait être orienté vers l'Ouest ne fut suivi que par la synagogue d'Irbid.
Initialement, le mur de la synagogue pointant vers le mizra'h se trouvait du côté de l'entrée. Cependant, les vestiges de la synagogue de Doura Europos sur l'Euphrate révèle qu'au IIIe siècle de l'ère commune, les portes se trouvaient sur le côté oriental du bâtiment et que le mur opposé, dans lequel une niche spéciale avait été aménagée pour placer les rouleaux durant l'office, était tourné vers Jérusalem. En terre d'Israël, le mur faisant face au site du Temple de Jérusalem fut changé depuis l'entrée vers le mur contenant l'Arche vers le Ve ou le VIe siècle, comme on le voit dans les lieux de prière de Naaran, près de Jéricho, et Beït-Alfa. Les fidèles, en traversant la porte faisaient donc immédiatement et simultanément face aux rouleaux et à Jérusalem.
Des exceptions aux règles de la Halakha peuvent et ont pu exister. Si certaines furent dues à des glissements de terrain, la non-orientation des synagogues de Khirbat Soummaqa, un village sur le mont Carmel, et d'Oussifiyya ne peuvent s'expliquer de la sorte. À une exception près, les synagogues de Galilée étaient orientées du nord au sud, probablement dans un but esthétique. En Europe, les synagogues étaient habituellement orientées vers l’est, donc pas tout à fait en direction d'Israël, bien que les congrégations fussent très méticuleuses quant au choix du site, qui devrait pouvoir s’orienter vers l’est.

## Lemizra'hdans les foyers juifs
Il est de coutume dans les maisons de juifs pratiquants de marquer le ou les murs dirigés vers le mizra'h afin de faciliter la prière. Dans ce but, des plaques murales artistement conçues et comportant le mot mizra'h ont été fabriquées. Y sont souvent ajoutés des passages des Écritures comme « Depuis le lever du soleil jusqu'à son coucher (mi-mizra'h shemesh ad mevo'o), le Nom de l'Éternel doit être loué » (Ps. 113:3), des inscriptions kabbalistiques, ou des images de villes saintes, principalement Jérusalem. Ces plaques sont placées de préférences dans les pièces où les gens ont coutume d'aller prier, comme la salle de séjour.

## Influence sur d’autres religions
La coutume juive de fixer une direction pour réaliser la prière et d'orienter les synagogues en fonction de celle-ci a influencé le christianisme et l'islam. Dans le christianisme ancien, il était de coutume de diriger sa prière vers la Terre sainte, ce qui apparaît dans les églises jusqu'à nos jours, celles-ci étant orientées vers l'est. Dans l'islam, la prière (qibla) était à l'origine adressée en direction de Jérusalem ; cependant, Mahomet réforma cet usage et institua la prière en direction de La Mecque.